# Pułkownik
Pułkownik (płk) – stopień oficerski. W SZ RP jest to najwyższy stopień wojskowy korpusu oficerów starszych, natomiast w okresie międzywojennym – korpusu oficerów sztabowych. Niższym stopniem jest podpułkownik, a wyższym generał brygady. W większości sił zbrojnych powyżej stopnia pułkownika (ang. i fr. colonel, niem. Oberst, ros. полковник) są stopnie generalskie.

## Znaczenie historyczne
Pułkownik – w wojsku polskim w XVII wieku – dowódca pułku będący jednocześnie rotmistrzem podstawowej chorągwi wchodzącej w skład jego pułku. Począwszy od 2 połowy XVII w. mianem pułkownika określa się również porucznika chorągwi pułkownikowskiej, który często faktycznie dowodził pułkiem. W wojsku polskim cudzoziemskiego autoramentu odpowiednikiem pułkownika był oberszter (od XVIII w. zwany już pułkownikiem).

## Znaczenie współczesne
Obecnie w SZ RP oficerowie w stopniu pułkownika pełnią najczęściej służbę na stanowiskach: dowódcy pułku i niektórych brygad, szefów oddziałów sztabów różnych szczebli. Oznaczeniem kodowym stopnia wojskowego w NATO jest OF-5.
Stopień pułkownika występuje również w Straży Granicznej, Służbie Więziennej, Biurze Ochrony Rządu, Agencji Bezpieczeństwa Wewnętrznego, Agencji Wywiadu, Służby Wywiadu Wojskowego i Służby Kontrwywiadu Wojskowego. Odpowiednikiem tego stopnia w Państwowej Straży Pożarnej jest starszy brygadier, a w Policji – inspektor.
W Marynarce Wojennej odpowiada mu stopień komandora.

## Oznaczenie
Oznaczeniem stopnia w Siłach Zbrojnych Rzeczypospolitej Polskiej są dwie belki i trzy gwiazdki.
Zgodnie z przepisami ubiorczymi żołnierzy Wojska Polskiego z 1972 roku pułkownik nosił trzy gwiazdki umieszczone na środku taśmy otokowej w linii równoległej do krawędzi taśmy; odległość między ramionami gwiazdek wynosiła 2 mm. Na daszku czapki garnizonowej – dwa galony szerokości 6 mm naszyte obok siebie w odstępie 2 mm; zewnętrzny naszyty w odległości 6 mm od krawędzi daszka na całej długości jego łuku. Na beretach i furażerkach – dwa paski na lewej stronie beretu (furażerki) długości 3 cm szerokości 5 mm w odstępie 4 mm, umieszczone pod kątem 45° w stosunku do dolnej krawędzi beretu (furażerki) oraz trzy gwiazdki rozmieszczone w linii prostej nad środkiem paska – prostopadle do jego położenia. Pierwszą gwiazdkę umieszczano w odległości 5 mm od paska do podstawy jej ramion, drugą gwiazdkę i następną – w odległości 5 mm od wierzchołka ramienia pierwszej gwiazdki do kąta wklęsłego ramion drugiej gwiazdki.
Na naramiennikach – dwa paski i trzy gwiazdki. Paski szerokości 6 mm umieszczone były w poprzek naramiennika: pierwszy pasek w odległości 1 cm od wszycia rękawa, drugi – 4 mm od pierwszego. Pierwsza gwiazdka umieszczona była na środku naramiennika, w odległości 1 cm od drugiego paska, a druga w odległości 5 mm od wierzchołka ramienia pierwszej gwiazdki do kąta wklęsłego ramion drugiej gwiazdki; trzecia podobnie jak druga.
W myśl Przepisu Ubioru Polowego Wojsk Polskich r. 1919, na naramiennikach kurtki i płaszcza w odległości 1 cm od wszycia, w poprzek naramiennika, naszyte równolegle prosto w odległości 1,5 cm jeden od drugiego dwa płaskie sznureczki srebrne oksydowane szerokości 5 mm. Na środku naramiennika wzdłuż trzy gwiazdki haftowane oksydowanymi nićmi lub wytłaczane pięciopromienne, o ostrych promieniach.
Na wierzchu czapki wzdłuż szwów wierzchu na krzyż od otoka z jednej strony do otoka z drugiej i wzdłuż górnej krawędzi otoka dokoła, naszyty 1 płaski sznurek szerokości 5 mm, srebrny, oksydowany, dookoła otoku naszyte dwa takie same sznurki w odległości 0,5 cm jeden od drugiego. Z przodu pod orzełkiem trzy takież gwiazdki jak na naramiennikach.
W Wojsku Polskim Królestwa Kongresowego oznaką stopnia były szlify gładkie z bulionami, a od 1827 roku szlify gładkie bez gwiazdek.
W Armii Księstwa Warszawskiego oznaką stopnia były epolety z bulionami na obu ramionach.
W Wojsku polskim w okresie Sejmu Wielkiego i w wojsku Kościuszki oznaką stopnia były 3 paski na szlifie.

## Stopień pułkownika w innych krajach
- Afganistan: Dagarwal
- Arabia Saudyjska i inne kraje arabskie: Aqid (arab. ‏عقيد‎)
- Armenia: Gndapet (orm. գնդապետ)
- Austria: Oberst
- Azerbejdżan: Polkovnik
- Brazylia: Coronel
- Bułgaria: Połkownik (полковник)
- Chiny: shàng xiào (上校)
- Czechy: Plukovník
- Dania: Oberst
- Finlandia: Eversti
- Francja: Colonel
- Grecja: Syntagmatarchis (Συνταγματάρχης)
- Gruzja: Polkovniki (პოლკოვნიკი)
- Hiszpania: Coronel
- Holandia: Kolonel
- Iran: Sarhang (‏سرهنگ‎)
- Izrael: Aluf Mishneh
- Japonia: Taisa (大佐)
- Korea Południowa: daeryeong
- Korea Północna: sangjwa (상좌)
- Litwa: Pulkininkas
- Łotwa: Pulkvedis
- Mongolia: Хурандаа
- Niemcy: Oberst
- Norwegia: Oberst
- Portugalia: Coronel
- Rosja: połkownik (полковник)
- Serbia: Pukovnik
- Słowenia: Polkovnik
- Stany Zjednoczone: Colonel
- Szwajcaria: Oberst
- Szwecja: Överste
- Turcja: Albay
- Ukraina: Połkownyk (полковник)
- Węgry: Ezredes
- Wietnam: Đại tá
- Włochy: Colonnello

### Pułkownik jako najwyższy stopień
Niektóre nieduże armie mają pułkownika jako oficera najwyższego stopniem i komendanta, który podlega tylko głowie państwa (poniżej w nawiasach podano przybliżoną liczbę osób w siłach zbrojnych tych państw)
- Antigua i Barbuda (170 osób)
- Benin (4500 osób)
- Kostaryka (ok. 8000 osób)
- Gambia (1900 osób)
- Islandia (100 osób, jedynie na misjach pokojowych)
- Luksemburg (1500 osób)
- Monako (ok. 250 osób)
- Niger (8000 osób)
- Surinam (1800 osób)
- Watykan (110 osób)